# Sport in Osttimor

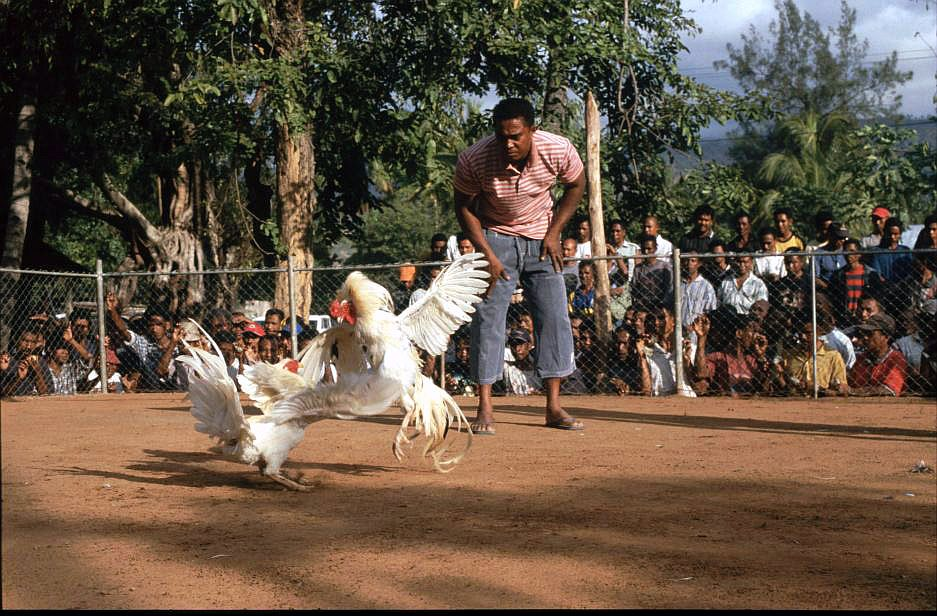
Hahnenkampf ist ein beliebter Zeitvertreib in Osttimor

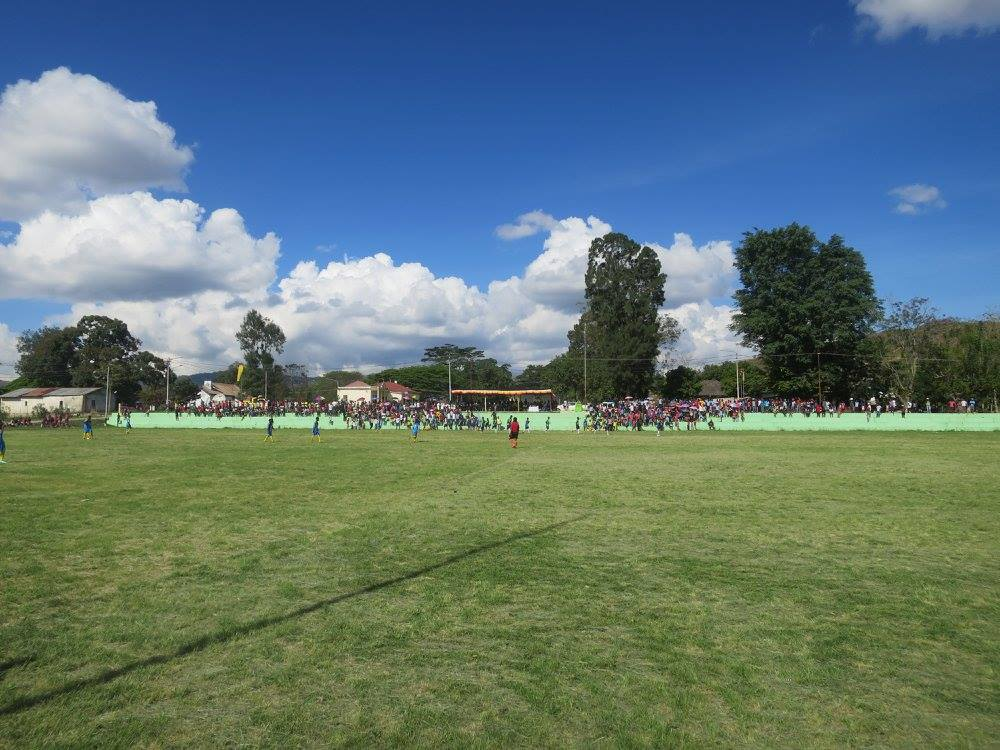
Sportfeld in Aileu

Der Sport in Osttimor leidet vor allem an einer dauernden Geldknappheit. Athleten fehlen teilweise die einfachsten Sportgeräte zur Ausübung ihrer Disziplin. 2011 gelang erstmals osttimoresischen Sportlern bei den Südostasienspielen internationale Erfolge zu feiern.

## Sportarten
Der beliebteste Sport in Osttimor ist Fußball. Des Weiteren sind osttimoresische Sportler regelmäßig beim Marathon und Boxen aktiv. Viele Jugendliche betreiben Kampfsport, von dem es auch eine traditionelle Form in Osttimor gibt. Weit verbreitet ist die Tradition des Hahnenkampfs, bei dem auch um Geld gewettet wird.

### Basketball
Die Federação Nacional de Basquetebol de Timor-Leste (FNBTL) vertritt Osttimor seit 2016 in der FIBA.

### Fußball

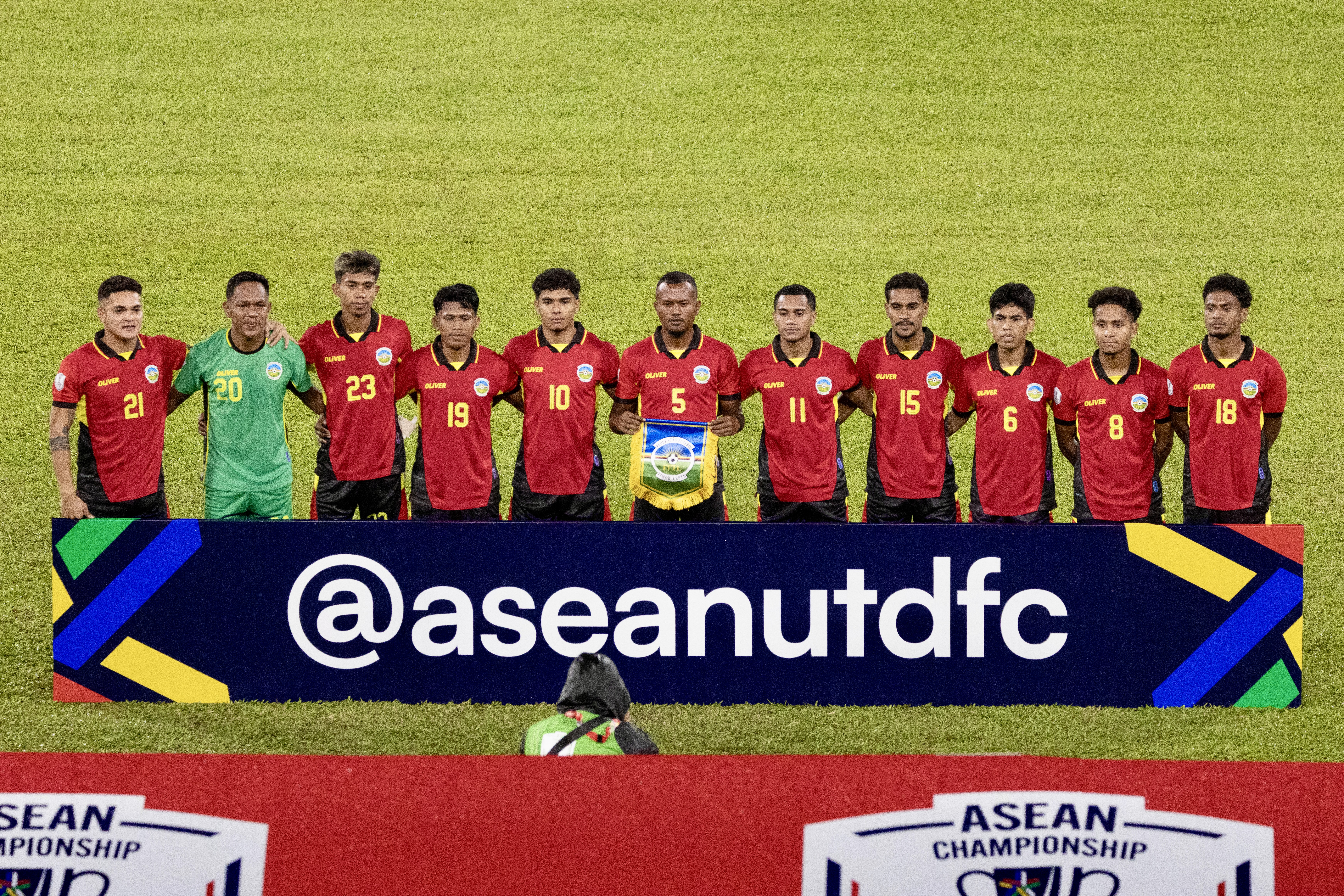
Die osttimoresische Nationalmannschaft am 8. Oktober 2024 vor dem Spiel gegen Brunei

Das U23-Team gewann als erste osttimoresische Fußballnationalmannschaft am 5. November 2011 ein Länderspiel gegen die Auswahl von Brunei mit 2:1. Die osttimoresische Fußballnationalmannschaft war lange Zeit bei Länderspielen nicht erfolgreich. Erst 2012 gelangen die ersten Siege gegen Kambodscha und Laos bei der Fußball-Südostasienmeisterschaft 2012. Osttimor ist seit September 2005 Mitglied der FIFA. Nationale Liga ist die Liga Futebol Timor-Leste (Nachfolgerin der Liga Futebol Amadora). Die Frauenliga ist die Liga Futebol Feto Timor-Leste.
Vom 29. April bis 2. Mai 2010 fand in Dili der Timor Sea Cup statt, an dem Mannschaften aus Dili, Kupang (Indonesien) und Darwin (Australien) teilnahmen.
2018 gewann die U-21-Mannschaft der Männer die Hassanal Bolkiah Trophy (HBT) des ASEAN-Jugendfußballs.
Siehe auch: Osttimoresische Fußballnationalmannschaft (U-17-Junioren), Osttimoresische Fußballnationalmannschaft (U-15-Juniorinnen), Osttimoresische Fußballnationalmannschaft (U-16-Juniorinnen), Osttimoresische Fußballnationalmannschaft (U-19-Juniorinnen) und Osttimoresische Fußballnationalmannschaft der Frauen

### Handball
Die Federsaun Handball Timor-Leste (FHTL, portugiesisch Federação de Andebol de Timor-Leste) wurde 2017 Mitglied der Internationalen Handballföderation (IHF).

### Kampfsport
Einige osttimoresische Jugendbanden treten als Martial-Arts-Clubs auf. Eine Untersuchung von 2006 gibt die Mitgliederzahl allein für die 15 bis 20 großen Martial-Arts-Gruppen mit 20.000 an, geschätzte weitere 90.000 sollen nicht registrierte Mitglieder sein. Das würde bedeuten, dass 70 % der jungen timoresischen Männer Kampfsport betreiben. Aufgrund der hohen Gewalt zwischen den Jugendbanden wurde 2008 ein Gesetz verabschiedet, das das Betreiben von Kampfsport stark reglementiert. Der nationale Kampfsportverband heißt Vereinigung für Kampfsport Timor-Leste (FESTIL).
Thomas Americo kämpfte als erster Osttimorese (offiziell als erster Indonesier) 1981 um den Gürtel eines Boxweltmeisters, verlor aber den Kampf. Zuvor hatte er 1980 den Meistertitel der Oriental and Pacific Boxing Federation (OPBF) gewonnen.

### Marathon
Neben Boxen und Gewichtheben war der Marathon jene Disziplin, bei der Osttimor, noch als Unabhängige, mit eigenen Athleten an den Olympischen Spielen teilnahm. Am 20. Juni 2010 fand mit dem Dili-Marathon erstmals ein internationaler Laufwettbewerb in Osttimor statt, den bei den Männern der Kenianer Philemon Rotich gewann, bei den Frauen die Australierin Lucie Hardiman. Auch osttimoresische Sportler belegten vordere Plätze. 2011 gewann eine Osttimoresin den Dili-Marathon bei den Frauen.

### Pferderennen

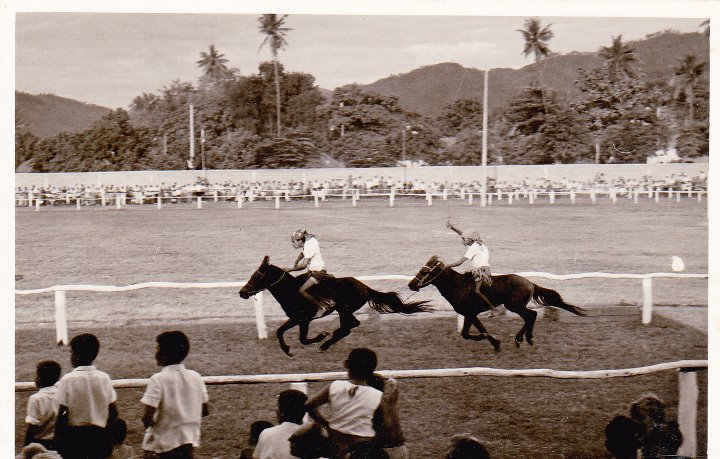
Pferderennen in Tasitolu (1970)

Jährlich finden in Tasitolu Pferderennen statt.

### Radfahren
Über mehrere Jahre hinweg fand die Tour de Timor statt, die als eines der härtesten Mountainbikerennen der Welt galt. Das erste Rennen lief vom 24. bis zum 28. August 2009, anlässlich des zehnten Jahrestages des Unabhängigkeitsreferendums von 1999 und führte über 450 Kilometer. Fast 300 Radfahrer aus 15 Ländern traten an, darunter 25 aus Osttimor und auch zwei Deutsche. 2010 waren es 340 Fahrer aus 16 Nationen.
Der nationale Radsportverband ist die Federação Ciclismo Timor-Leste.

### Schwimmen

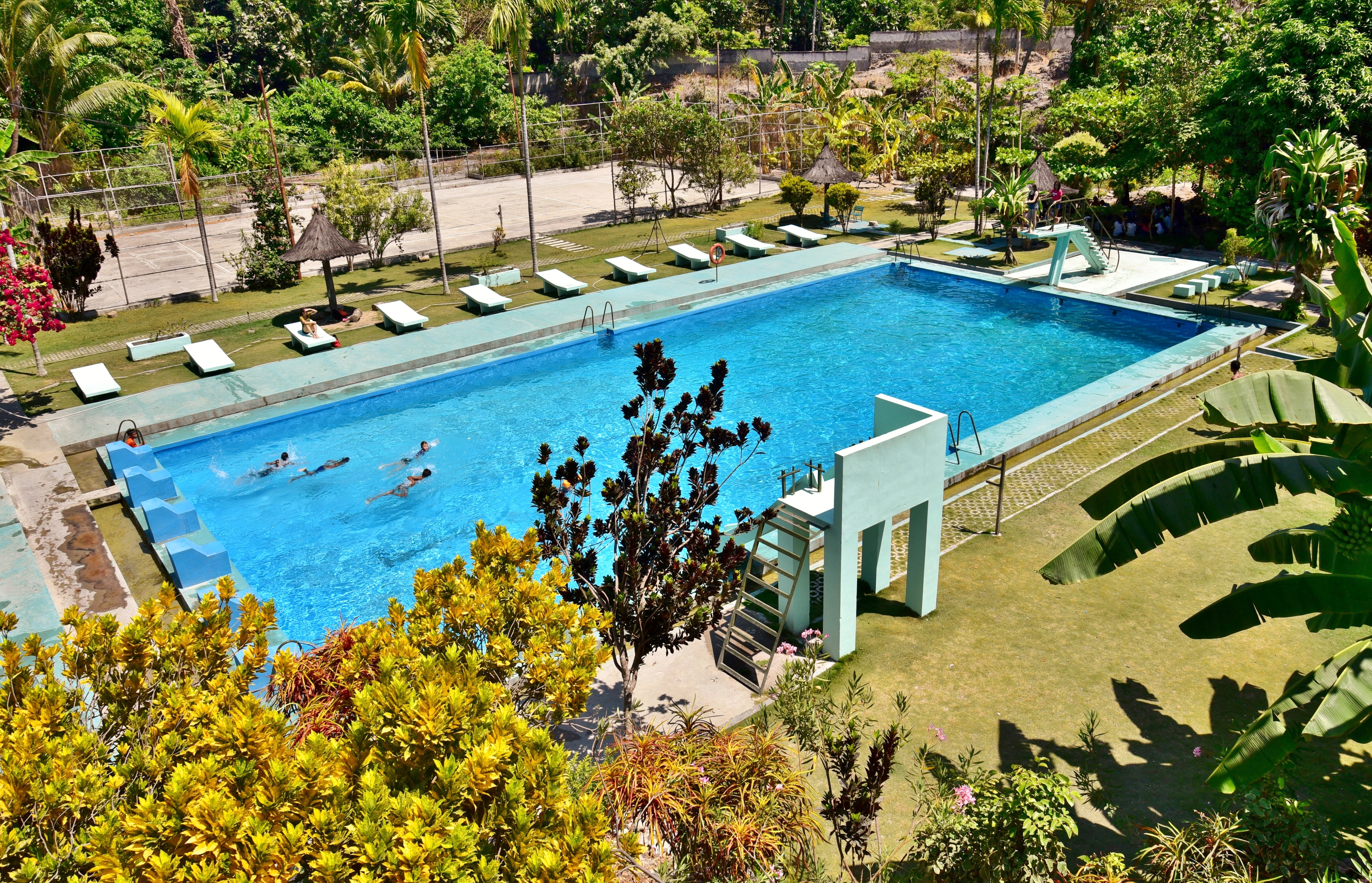
Der Swimmingpool der Pousada de Baucau dient als Trainingsbecken

Die Federação Natação de Timor-Leste (tetum Federasaun Natasaun Timor-Leste) ist der nationale Schwimmverband Osttimors. Zu den Schwimmweltmeisterschaften 2019 entsandte sie die drei Athleten Imelda Felicita Ximenes Belo, Domingos Remedio da Silva und José João Viegas da Silva. Bei den Olympischen Sommerspielen 2021 in Tokio waren zwei Schwimmer dabei.

### Tennis
Die 1995 geborene Kerry Galhos galt 2016 als Tennishoffnung aus Osttimor. Sie erhielt ein Stipendium an der University of Texas, um dort in der Tennismannschaft zu spielen.

### Wintersport
Wegen der klimatischen Lage Osttimors nahe am Äquator werden Wintersportarten dort nicht ausgeübt. 2012 wurde aber in Frankreich die Federação de Ski de Timor-Leste gegründet. Ein Mitglied, der Timor-Franzose Yohan Goutt Goncalves, startete 2014 als erster Vertreter Osttimors bei Olympischen Winterspielen. 2017 fanden die ersten offenen, nationalen Skimeisterschaften Osttimors am Ravna planina im bosnischen Pale statt, im italienischen Santa Caterina Valfurva folgten 2018 die zweiten und 2019 folgten die dritten.

## Internationale Wettkämpfe

### Olympische Spiele, Paralympische Spiele und Special Olympics Weltspiele
Bei den Sommer-Paralympics 2008 in Peking trat als einer von elf Sportlern Domingos Sarmento Soares im Rollstuhl-Tennis an. Dafür musste sich der 29-jährige allerdings einen Rollstuhl in Peking leihen. Drei Athleten nahmen am Gewichtheben teil. Weitere Disziplinen mit osttimoresischen Athleten waren Marathon und Tischtennis.
Ein Sportler aus Osttimor nahm an den Sommer-Paralympics 2012 in London teil. Filomeno Soares nahm an den Läufen über 200 und 400 Meter teil.
Über 400 Meter starten die beiden osttimoresischen Athleten bei den Sommer-Paralympics 2016 in Rio de Janeiro: Domingas da Costa und António Mendonça.
Erster Vorsitzender des Nationalen Paralympischen Verbandes war Julião Soares da Silva. 2016 ist es Julio Sarmento Lopes.
Special Olympics Timor Leste wurde 2007 gegründet und nahm mehrmals an Special Olympics Weltspielen teil. Der Verband hat seine Teilnahme an den Special Olympics World Summer Games 2023 in Berlin angekündigt. Die Delegation wird vor den Spielen im Rahmen des Host Town Programs von Rathenow betreut.

### Asienspiele und Para-Asienspiele
Bei den Asienspiele 2018 trat Osttimor mit einem Team von 69 Sportlern an. Unter anderem nahmen die Osttimoresen an den Wettbewerben in Fußball, Taekwondo und erstmals mit der 19-jährigen Imelda Felycita Ximenes Belo beim Schwimmen teil.
Mit Teófilo Freitas gewann 2018 beim 400-Meter-Rennen erstmals ein Osttimorese Gold bei den Para-Asienspiele. Zuvor hatte Pascoela dos Santos Pereira mit Bronze die erste Medaille überhaupt für Osttimor bei den Para-Asienspielen gewonnen. Freitas gewann bei denselben Spielen noch Gold über 1500 Meter (Klasse T37/38). Bei den 9. FESPIC Games (Ferner Osten und Südpazifikspiele der Behinderten) gewann Ines Fatima Oliveira Pires beim Tischtennis der Frauen die Bronzemedaille.

### Südostasienspiele
| Gelbes Symbol für Goldmedaillen mit stilisierten Olympischen Ringen | Graues Symbol für Silbermedaillen mit stilisierten Olympischen Ringen | Braundes Symbol für Bronzemedaillen mit stilisierten Olympischen Ringen |
| ------------------------------------------------------------------- | --------------------------------------------------------------------- | ----------------------------------------------------------------------- |
| 4                                                                   | 9                                                                     | 30                                                                      |

2003 nahm Osttimor an den 22. Südostasienspielen in Vietnam teil, wiederum ohne eine Medaille zu gewinnen. Die Ausrüstung der Sportler liehen andere Teilnehmer den Timoresen aus, so etwa Malaysia. Unter anderem nahm man an den Karate-Wettkämpfen teil. Bei den 2. ASEAN ParaGames in Hanoi gewann Osttimor seine erste Bronzemedaille bei einer großen internationalen Sportveranstaltung. Bei den 3. ASEAN ParaGames in Manila ging Osttimor 2005 erneut leer aus.
2005 gewannen bei den 23. Südostasienspielen in Manila Elisabeth Yanti Almeida dos Santos, Francisca Varela und Fortunato Soares Bronze für Osttimor.
2007 zeigte sich bei den Südostasienspielen in Thailand erneut der akute Mangel an finanziellen Mitteln bei den osttimoresischen Sportlern. Thailand finanzierte 15 Athleten und drei Offiziellen die Reise zu den Spielen, bei denen Osttimor an den Wettbewerben in Tennis, Taekwondo und Karate teilnahm. Doch zum Beispiel hatte der Tennisspieler José do Jesus noch nicht einmal einen eigenen Schläger und daher keine Spielpraxis.
Bei den 25. Südostasienspielen 2009 in Vientiane gewannen Oriando dos Santos, Alves Almeida und Soarescorreia Kumite für Osttimor Bronze.

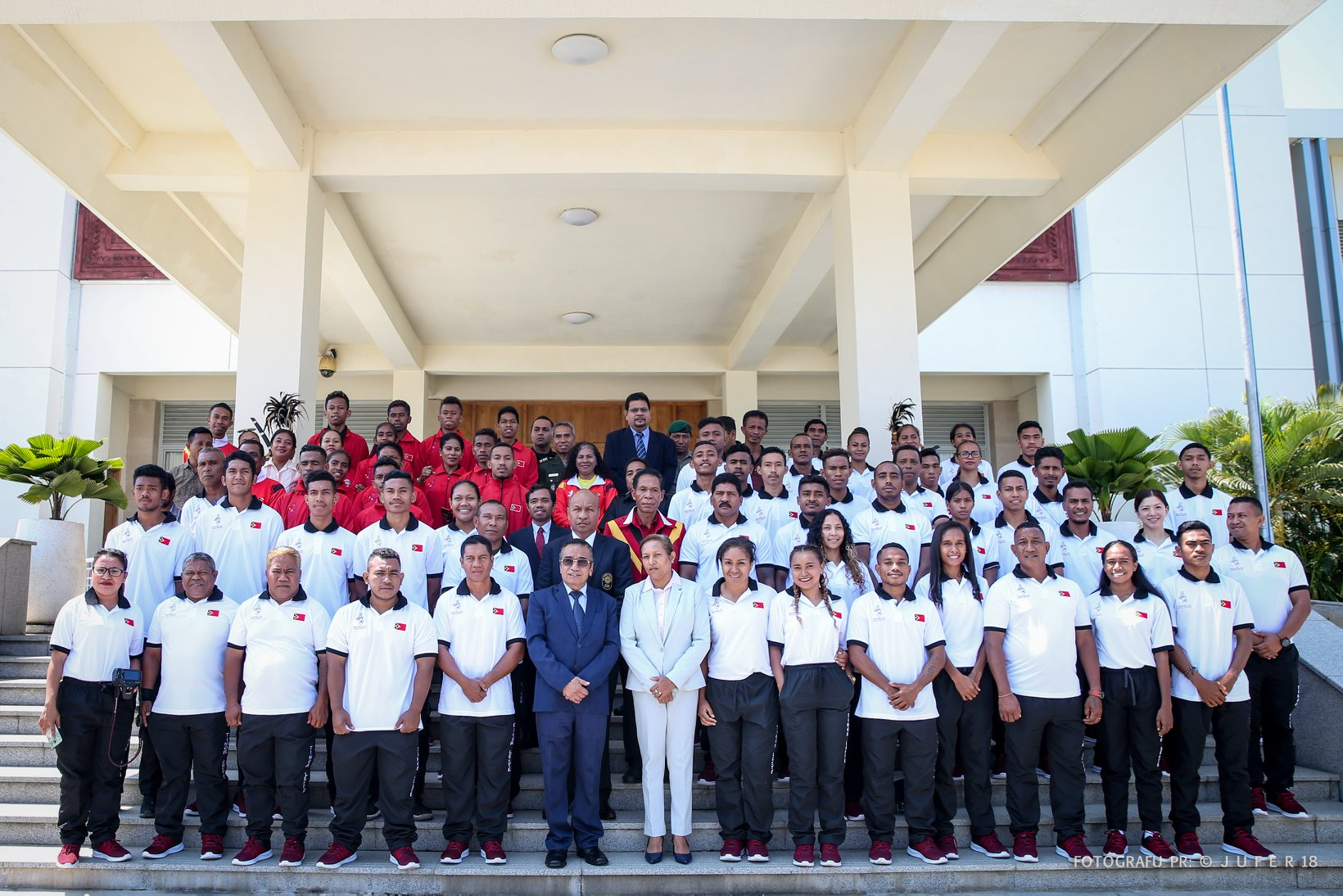
Das Nationalteam für die SEA 2019 zu Gast bei Staatspräsident Francisco Guterres

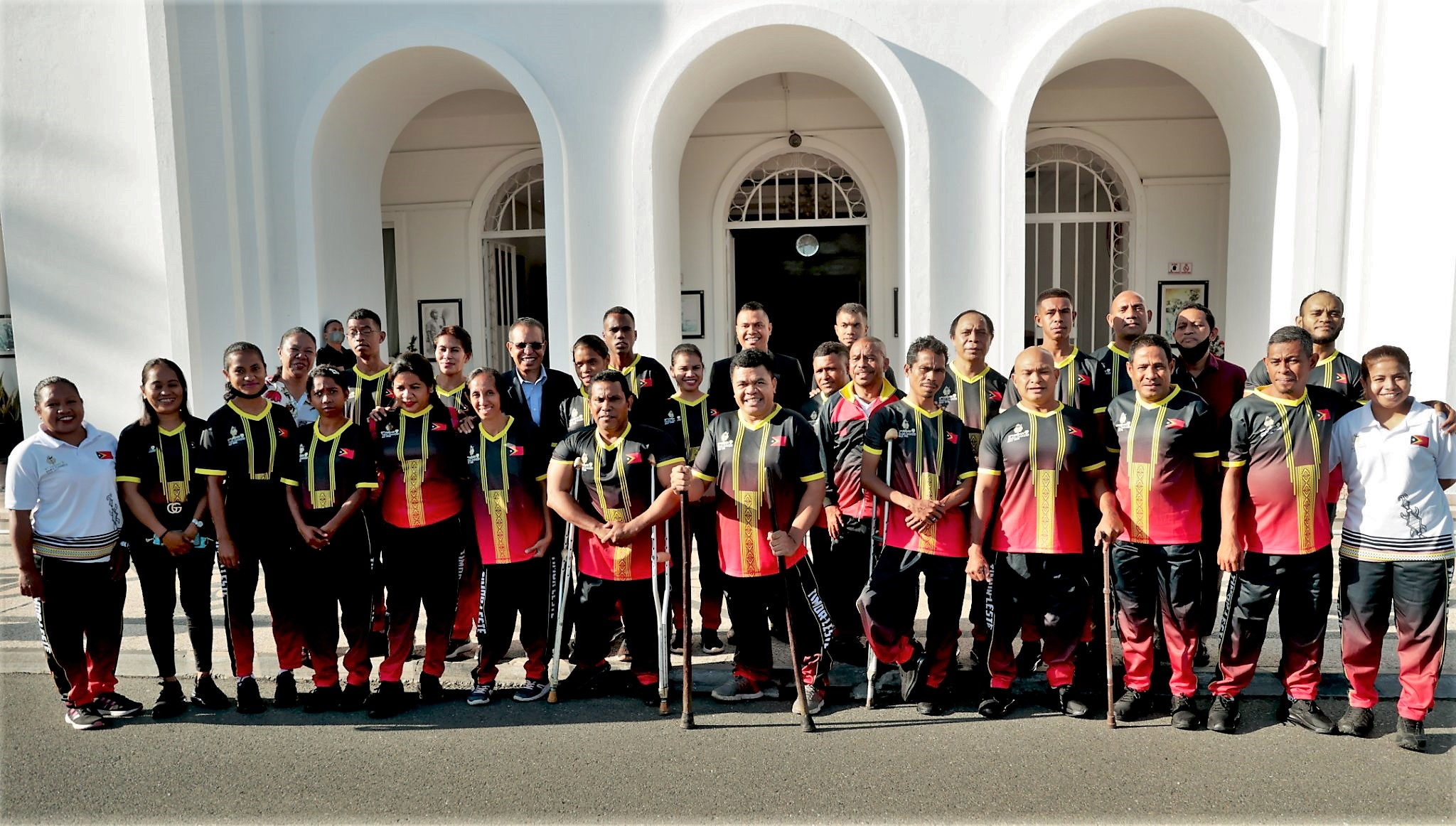
Das Nationalteam für die ASEAN ParaGames 2022

Bei den Südostasienspielen 2011 in Palembang gewann Luisa dos Santos Rosa im Taekwondo Bronze. Schließlich gab es die ersten Gold- und Silbermedaillen für Osttimor. In Kempō Karate gewannen Julianto Pereira und Dorceyana Borges Gold (Kyu Kenshi) und Fidelia da Costa und Domingos Savio Silber (Kumi Embu). Daneben gab es fünf weitere Bronzemedaillen in Kempō Karate und eine in Taekwondo.
Die Südostasienspiele 2013 waren für Osttimor sehr erfolgreich. Die Athleten des Landes gewannen zweimal Gold, dreimal Silber und fünfmal Bronze.
2015 fanden die Südostasienspiele in Singapur statt. Luisa dos Santos Rosa gewann in der Klasse „Unter 49 kg der Frauen“ im Taekwondowettbewerb Silber. Henrique Martins Borges Pereira gewann Bronze im Weltergewicht beim Boxen. Vor Beginn der Spiele wurde der Teammanager der U23-Fußballmannschaft Orlando Marques Henriques Mendes in Singapur verhaftet. Er soll 15.000 US-Dollar erhalten haben, damit Osttimor das anstehende Spiel gegen Malaysia verliert. Einer der drei weiteren in diesem Fall Verdächtigen ist der ehemalige osttimoresische Nationalspieler Moises Natalino de Jesus.
Bei den Südostasienspielen 2017 in Kuala Lumpur gewann Osttimor drei Bronzemedaillen in Taekwondo. Die Medaillenträger waren Sonia Martins Soares, Nilton Gilman Corte-Real de Jesus Lemos und Ana da Costa da Silva Pinto Belo.
2019 musste Osttimor lange auf eine Medaille warten. Die philippinischen Zuschauer begeisterte aber der Sportgeist der Osttimoresen, die sich trotzdem weiter anstrengten. Es entstand eine große Sympathiewelle für die osttimoresischen Athleten, die nun auch vom philippinischen Publikum angefeuert wurden. Ab dem 8. Dezember gewannen die Osttimoresen Medaillen. José Barreto Quintas da Silva und Frederico Soares Sarmento holten Bronze im Boxen. Amorin Imbrolia de Araújo dos Reis, Luisa dos Santos Rosa und Bonifacio da Silva Lobo gewannen Bronze in Taekwondo und Ana Da Costa Da Silva Pinto Belo konnte sogar Silber für Osttimor holen.
2022 gewann Felisberto de Deus in Hanoi Silber über 5000 und über 10.000 Meter. Santina Adelaide de Sousa Fernandes holte beim Taekwondo in der Klasse der Frauen bis 49 kg Bronze. Delio Anzaqeci Mouzinho kam beim Boxen bis ins Finale der Klasse 69 kg bis 75 kg. Er erhielt schließlich Silber. Dazu kam noch eine weitere Bronzemedaille in Boxen durch José Barreto Quintas da Silva.

### Jogos da Lusofonia
Bei den ersten Jogos da Lusofonia 2006 in Macau nahm Osttimor an folgenden Wettkämpfen teil:
Basketball, Fußball, Futsal, 800 Meter der Männer, 3000 Meter der Männer, 5000 Meter der Männer und der Frauen, Taekwondo, Volleyball und Beachvolleyball. Das Futsal-Team wurde von Portugal mit 56:0 und von Brasilien mit 76:0 besiegt. Gegen Macau fiel die Niederlage mit 13:4 weniger deutlich aus. Die extremen Ergebnisse führten zu Diskussionen, ob strengere Selektionskriterien für die nächsten Jogos da Lusofonia eingeführt werden sollen. Auch in den anderen Wettbewerben konnten die osttimoresischen Sportler keinen einzigen Sieg für sich verbuchen. Das Volleyballteam der Frauen erhielt trotzdem die Bronzemedaille, da nur drei Mannschaften an diesem Wettbewerb teilnahmen.
Bei den Jogos da Lusofonia 2009 landete Osttimor erneut auf den hinteren Plätzen der Nationenwertung. Ebenso 2014, immerhin mit einer Bronzemedaille.

### Internationale Wettbewerbe in Osttimor

Logo der Tour de Timor

Seit einiger Zeit werden verschiedene internationale Sportwettbewerbe in Osttimor mit Unterstützung der Regierung veranstaltet. Neben dem Radrennen Tour de Timor sind dies zum Beispiel ein internationaler Sportfischerwettbewerb auf Atauro (27. bis 30. November 2009), das Fußballturnier Timor Sea Cup 2010 (29. April bis 2. Mai 2010), der Dili Marathon, und die Segelregatta Darwin Dili Yacht Rally (ab dem 3. Juli 2010).
Die XII. Jogos Desportivos da Comunidade dos Países de Língua Portuguesa fanden im Juli 2025 in Dili statt.